# Saint-Calais

Saint-Calais este o comună în departamentul Sarthe, Franța. În 2009 avea o populație de 3,482 de locuitori.